# توب غير (موسم 25)
توب غير 25 (بالإنجليزية: Top Gear)‏ هو السلسلة الخامسة والعشرون للبرنامج التلفزيوني البريطاني الذي يهتم بالمركبات، توب جير، تم إنتاجه في المملكة المتحدة. بدأ عرضه في سنة 2018. عرض على بي بي سي تو. بلغ عدد حلقاته 6 حلقات، تم بث البرنامج لأول مرة بتاريخ 25 فبراير 2018 بينما تم بث آخر حلقة منه بتاريخ 1 أبريل 2018. مقدمو البرنامج مات لوبلان وروري ريد وكريس هاريس.